# Stactobia naili
Stactobia naili är en nattsländeart som beskrevs av Schmid 1983. Stactobia naili ingår i släktet Stactobia och familjen smånattsländor. Inga underarter finns listade i Catalogue of Life.